# Kopřivná (Wysoki Jesionik)
Kopřivná (historyczna nazwa niem. Kalk Berg) – szczyt (góra) o wysokości 1019 m n.p.m. (podawana jest też wysokość 1019,0 m n.p.m.  lub 1019,2 m n.p.m. ), w paśmie górskim Wysokiego Jesionika (cz. Hrubý Jeseník), w północno-wschodnich Czechach, w Sudetach Wschodnich, na Śląsku, w obrębie gminy Malá Morávka, oddalony o około 6,2 km na południowy wschód od szczytu góry Pradziad (cz. Praděd). Jest jednym z niższych tzw. tysięczników (szczytów o wysokości ponad 1000 m n.p.m.), bowiem wysokość jego tylko nieznacznie przekracza tę wielkość. Rozległość góry (powierzchnia stoków) szacowana jest na około 4,1 km², a średnie nachylenie wszystkich stoków wynosi około 8°.

## Charakterystyka

### Lokalizacja
Góra Kopřivná położona jest nieco na południowy wschód od centrum pasma Wysokiego Jesionika, leżąca  w części Wysokiego Jesionika, we wschodnim obszarze (mikroregionu) o nazwie Masyw Pradziada (cz. Pradědská hornatina), usytuowana na bocznej, południowo-wschodniej gałęzi grzbietu głównego (grzebieniu) góry Pradziad (ciągnącego się od przełęczy Červenohorské sedlo do przełęczy Skřítek), która biegnie od góry Vysoká hole do góry Kapličkový vrch (w ciągu szczytów: Vysoká hole → Temná → Skály pod Kopřivnou → Kopřivná–SZ → Kopřivná → Kapličkový vrch) oraz mająca kopulasty kształt części szczytowej. Znajduje się blisko miejscowości Malá Morávka i przebiegającej przez nią drogi nr 445 Rýmařov – Zlaté Hory. Jest dobrze widoczna m.in. z głównej ścieżki grzbietowej blisko szczytu Malý Maj–SZ. Z innych pobliskich miejsc – z uwagi na zalesienie – jest niewidoczna i praktycznie nierozpoznawalna. Z drogi okalającej połać szczytową góry Pradziad jest niewidoczna, bo przysłonięta przez górę Vysoká hole, a z innego charakterystycznego punktu widokowego – z drogi okalającej szczyt góry Dlouhé stráně jest również niewidoczna, bo przysłonięta szczytem Kamzičník. W rozpoznaniu najlepiej posiłkować się dostępnymi mapami ułatwiającymi jej lokalizację.
Górę ograniczają: od północnego zachodu przełęcz o wysokości 1014 m n.p.m. w kierunku szczytu Temná, od północnego wschodu dolina potoku o nazwie Krátký potok, od wschodu dolina potoku Bělokamenný potok, od południowego wschodu dwie przełęcze: pierwsza o wysokości 736 m n.p.m. w kierunku szczytu Kalkzeche i druga o wysokości 748 m n.p.m. w kierunku szczytu Kapličkový vrch, od południa przełęcz o wysokości 905 m n.p.m. w kierunku szczytu Kámen svobody oraz od południowego zachodu dolina rzeki Moravice. W otoczeniu góry znajdują się następujące szczyty: od północnego wschodu Hradečná, U pečí, Javorový vrch (2), Javorový vrch (2)–JV i Kosov, od wschodu Železný vrch i Železný vrch–J, od południowego wschodu Skalisko, Kalkzeche, Kapličkový vrch i Solný vrch–SV, od południa Kámen svobody, od południowego zachodu Klobouk i Smolný vrch, od zachodu Malý Máj oraz od północnego zachodu Malý Máj–SZ, Kamzičník, Vysoká hole–JZ, Vysoká hole i Temná.      

### Stoki
W obrębie góry można wyróżnić sześć następujących zasadniczych stoków :
- północno-zachodni
- północno-wschodnie o nazwach Sedlisko, Mezi potoky
- wschodnie o nazwach Vrátičná, Vápenná, Ztracená
- południowo-wschodni o nazwie Borčí
- południowy o nazwie Srázná
- południowo-zachodni o nazwie U skalky

Występują tu wszystkie typy zalesienia: bór świerkowy, las mieszany oraz las liściasty, przy czym nieznacznie dominuje zalesienie gęstym borem świerkowym. Na wszystkich stokach  występują znaczne obszary pokryte borem świerkowym i lasem mieszanym, na stokach północno-wschodnim, wschodnim, południowo-wschodnim i południowo-zachodnim – wraz z obniżaniem wysokości pojawiają się obszary lasu liściastego, a u podnóży stoków wschodniego i południowo-wschodniego występują nawet łąki. Na niemalże wszystkich stokach występują polany, a na stoku wschodnim znaczne przecinki przeznaczone na trasy zjazdowe oraz przebieg związanych z nimi wyciągów narciarskich. U podnóży stoków wschodniego i południowo-wschodniego w pobliżu drogi nr 445 przebiega napowietrzna linia przesyłowa prądu o napięciu 22 kV, doprowadzająca go do zabudowań miejscowości Malá Morávka. Na wszystkich stokach występują pojedyncze większe skaliska oraz grupy skalne (m.in. Skály pod Kopřivnou). Ponadto na stokach północno-wschodnim i południowo-wschodnim znajdują się znaczne obszary głazowisk. 
Stoki mają stosunkowo niejednolite, łagodne i zróżnicowane nachylenia. Średnie nachylenie stoków waha się bowiem od 1° (stok północno-zachodni) do 16° (stok południowo-zachodni). Średnie nachylenie wszystkich stoków góry (średnia ważona nachyleń stoków) wynosi około 8°. Maksymalne średnie nachylenie stoku południowego, na wysokościach około 920 m n.p.m., przy grupach skalnych, na odcinku 50 m nie przekracza 30°. Stoki pokryte są siecią dróg (m.in. Kmínkova cesta czy Slezská cesta) oraz na ogół nieoznakowanych ścieżek i duktów. Przemierzając je zaleca się korzystanie ze szczegółowych map, z uwagi na zawiłości ich przebiegu, zalesienie oraz zorientowanie w terenie.

### Szczyt główny

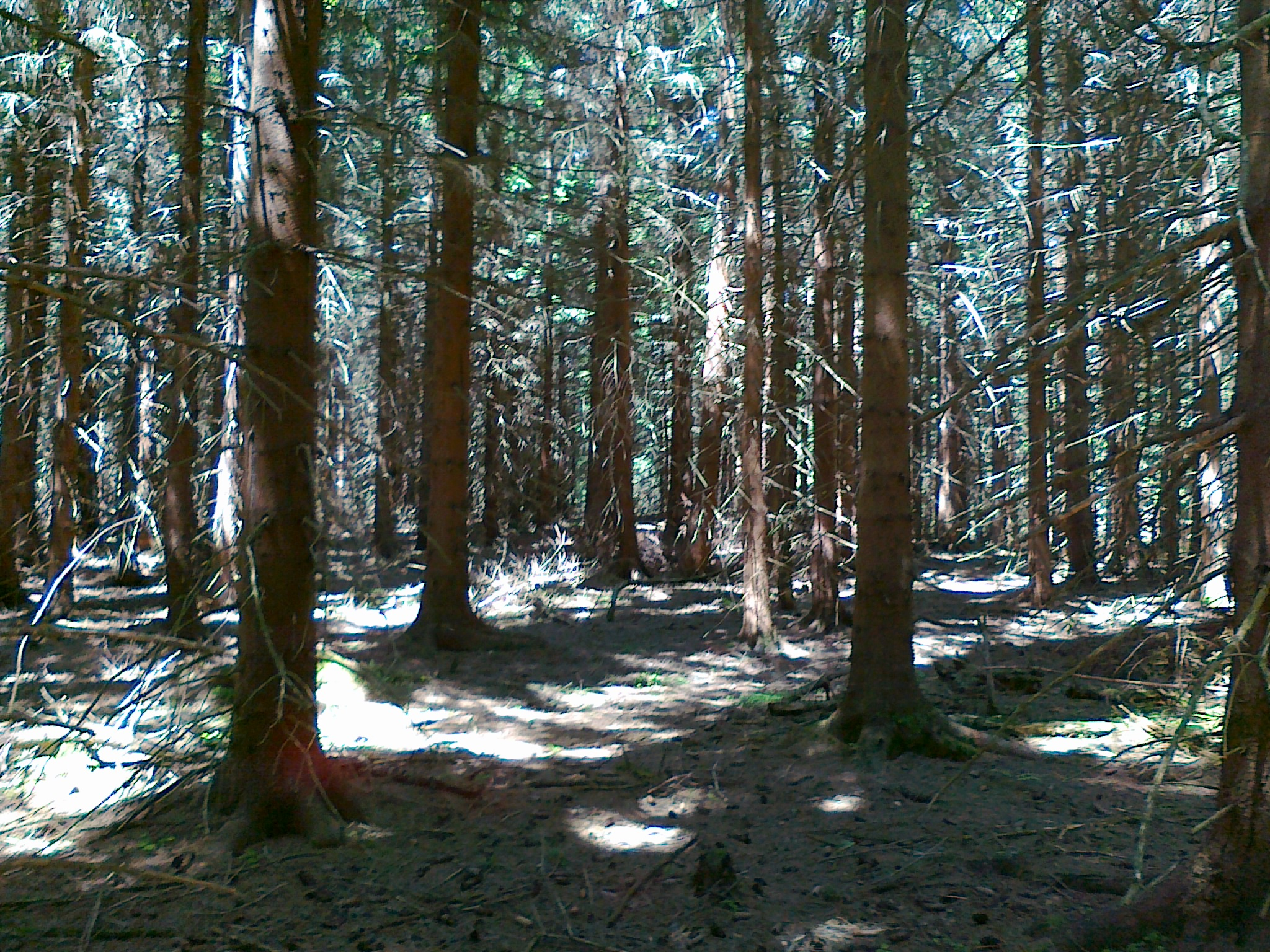
Połać szczytowa góry Kopřivná (2019 rok)

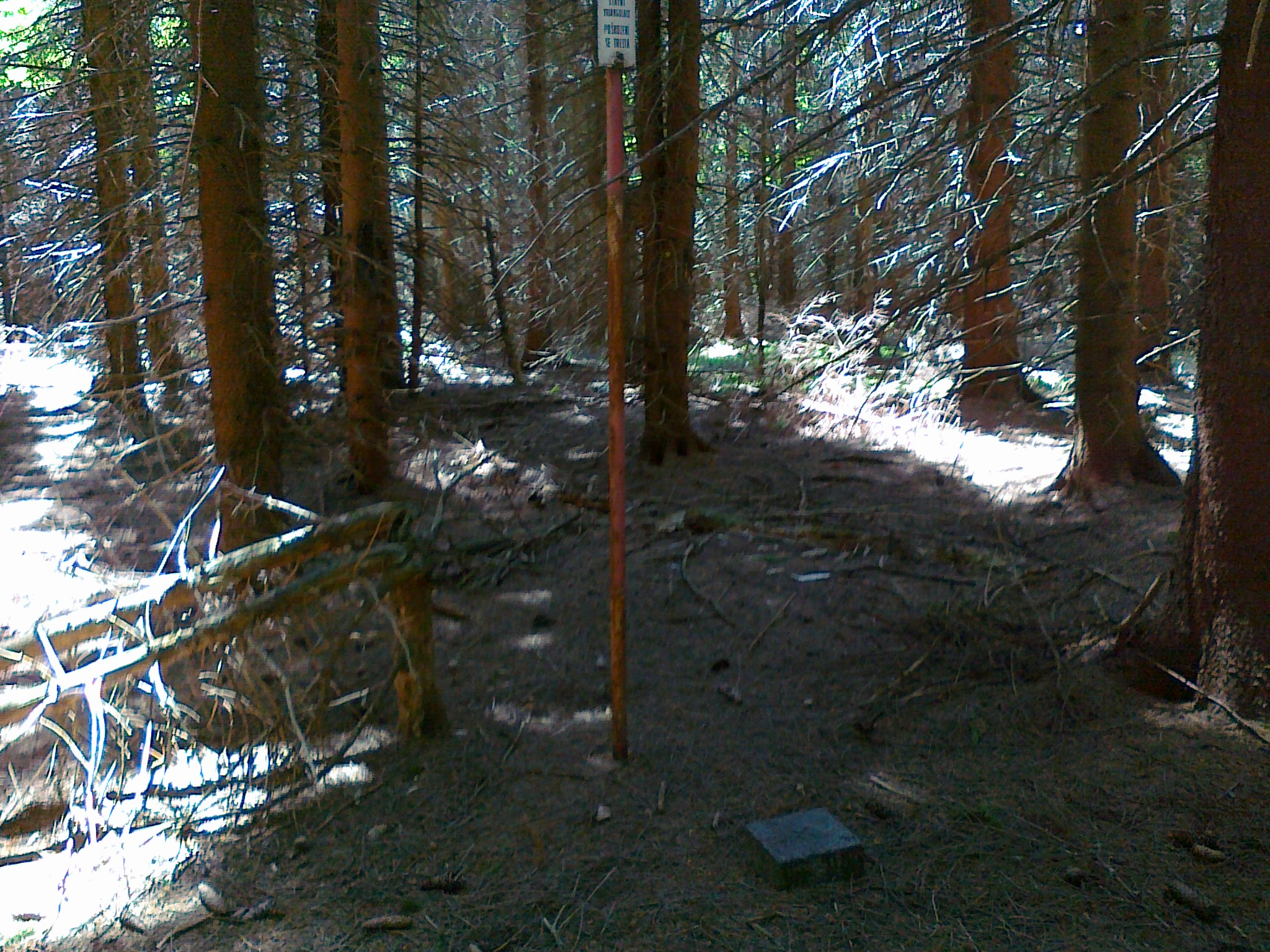
Punkt geodezyjny na połaci szczytowej góry Kopřivná (2019 rok)

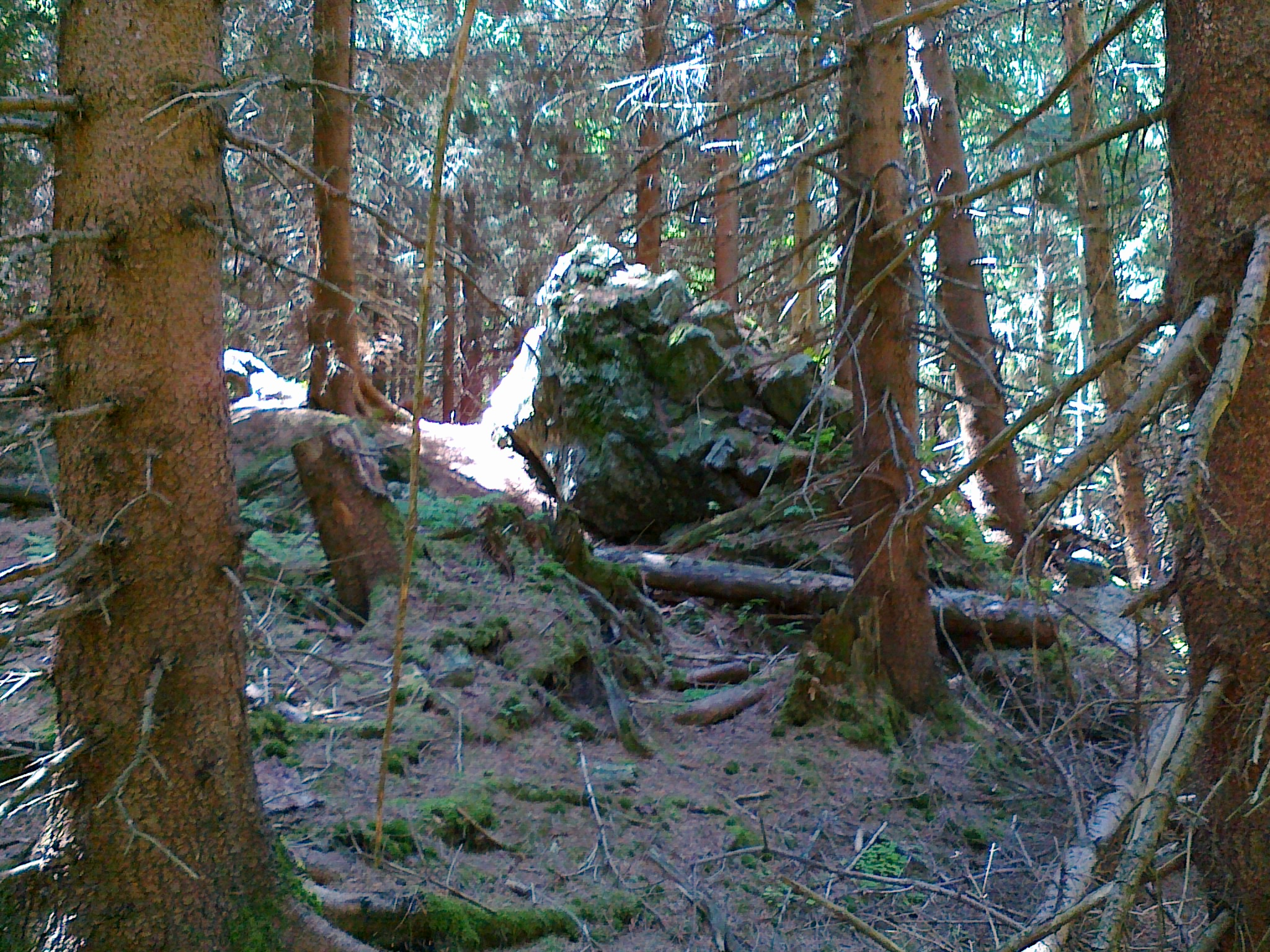
Grupa skalna blisko połaci szczytowej góry Kopřivná (2019 rok)

Na szczyt nie prowadzi żaden znakowany szlak turystyczny. Przez połać szczytową przebiega główna ścieżka grzbietowa (oznakowana dwoma poziomymi białymi paskami na pniach drzew) ze skrzyżowania turystycznego (cz. Skály pod Kopřivnou). Szczyt znajduje się wśród gęstego zalesienia boru świerkowego i z tego powodu nie jest on punktem widokowym. W odległości około 15 m na północ od szczytu znajduje się grupa skalna o przybliżonych wymiarach poziomych (50 × 30) m, zajmująca powierzchnię około 1110 m², otoczona borem świerkowym. Na połaci szczytowej znajduje się punkt geodezyjny, oznaczony na mapach geodezyjnych numerem (12.), o wysokości 1019,18 m n.p.m. oraz współrzędnych geograficznych (50°02′15,31″N 17°16′50,34″E/50,037586 17,280650), z widocznym koło niego zamontowanym stalowym słupkiem, na którym umieszczono u góry stalową tabliczkę z napisem (cz. Státní triangulace Poškození se trestá), położony blisko głównej ścieżki grzbietowej i zlokalizowany w odległości około 11 m na południe od szczytu. Państwowy urząd geodezyjny o nazwie (cz. Český úřad zeměměřický a katastrální (CÚZK)) w Pradze podaje jako najwyższy punkt góry – szczyt – o wysokości 1019,4 m n.p.m. i współrzędnych geograficznych (50°02′15,7″N 17°16′50,2″E/50,037694 17,280611).
Dojście do szczytu następuje ze skrzyżowania turystycznego Skály pod Kopřivnou, z podaną na tablicy informacyjnej wysokością 1014 m. Ze skrzyżowania tego należy przejść żółtym szlakiem turystycznym  w stronę skrzyżowania turystycznego Pod Vápennou niewielki odcinek o długości około 140 m, a następnie należy skręcić w prawo i grzbietową ścieżką główną przejść odcinek o długości około 450 m, po czym należy skręcić ponownie w prawo i po przejściu orientacyjnie w zalesieniu odcinka o długości około 30 m dojść w ten sposób do szczytu.

### Szczyt drugorzędny
Kopřivná jest górą o podwójnym szczycie. W odległości około 230 m na północny zachód od szczytu głównego można wyróżnić szczyt drugorzędny określony jako Kopřivná–SZ o wysokości 1017 m n.p.m. i współrzędnych geograficznych (50°02′20,3″N 17°16′41,1″E/50,038972 17,278083), położony na grzbiecie góry, niedaleko ścieżki głównej, oddzielony od szczytu głównego mało wybitną przełęczą o wysokości 1006 m n.p.m.. Znajduje on się wśród gęstego zalesienia boru świerkowego. Z powodu zalesienia nie jest on punktem widokowym, nie ma na nim również punktu geodezyjnego.

### Geologia
Pod względem geologicznym masyw góry Kopřivná należy do jednostki określanej jako warstwy vrbneńskie i zbudowany jest ze skał metamorficznych: głównie fyllitów (muskowitów, biotytów, chlorytów, kalcytów), łupków łyszczykowych (grafitów), łupków zieleńcowych i porfiroidów, skał osadowych: głównie kwarcytów, meta-zlepieńców i meta-tufów oraz skał magmowych: głównie meta-diabazów. Kształt góry oraz obecność diabazów sugerują jej wulkaniczne pochodzenie.

### Wody
Grzbiet główny (grzebień) góry Pradziad, biegnący od przełęczy Skřítek do przełęczy Červenohorské sedlo oraz dalej do przełęczy Ramzovskiej (cz. Ramzovské sedlo) jest częścią granicy Wielkiego Europejskiego Działu Wodnego, dzielącej zlewiska Morza Bałtyckiego i Morza Czarnego . 
Szczyt wraz ze stokami położony jest na południowy wschód od tej granicy, należy więc do zlewni Morza Bałtyckiego, do którego płyną wody m.in. z dorzecza rzeki Odry, będącej przedłużeniem płynących z tej części Wysokiego Jesionika rzek (Moravice) i górskich potoków (m.in. płynących w pobliżu góry potoków o nazwach Krátký potok czy Bělokamenný potok). Ze stoku północno-wschodniego bierze swój początek kilka krótkich, nienazwanych potoków będących dopływami wspomnianego wcześniej potoku o nazwie Krátký potok. Na stoku tym występuje kilka obszarów bagiennych. Ponadto na stoku wschodnim przy hotelach górskich zbudowano niewielkie prostokątne baseny o wymiarach (13 × 7) m – Horský hotel Kopřivná i (10 × 6) m – Horský hotel Brans. Z uwagi na stosunkowo łagodne nachylenia stoków, w obrębie góry nie występują m.in. wodospady czy kaskady.

## Ochrona przyrody
Niewielki fragment stoku północno-wschodniego na długości około 230 m, na wysokościach (811–828) m n.p.m. znajduje się w obrębie narodowego pomnika przyrody Javorový vrch (cz. Národní přírodní památka Javorový vrch), będącego częścią wydzielonego obszaru objętego ochroną o nazwie Obszar Chronionego Krajobrazu Jesioniki (cz. Chráněná krajinná oblast (CHKO) Jeseníky), a utworzonego w celu ochrony utworów skalnych, ziemnych i roślinnych oraz rzadkich gatunków zwierząt.   

### Narodowy pomnik przyrody Javorový vrch
Na sąsiedniej górze Javorový vrch (2) utworzono 1 października 2010 roku narodowy pomnik przyrody Javorový vrch o powierzchni 84,15 ha. Narodowy pomnik przyrody obejmuje zalesiony obszar lasu mieszanego świerkowo-bukowego. Został utworzony w celu ochrony jednego z najważniejszych zimowisk nietoperzy w całych Czechach, a jednocześnie do ochrony ważnego miejsca geologicznego z największym historycznym rejonem rud żelaza w Jesionikach (cz. Jeseníky). Obszar narodowego pomnika przyrody (podziemne sztolnie starych kopalń) jest jednym z pięciu najważniejszych zimowisk mopka zachodniego (łac. Barbastella barbastellus), nocka dużego (łac. Myotis myotis) oraz ważnym zimowiskiem podkowca małego (łac. Rhinolophus hipposideros) w Czechach.

### Ścieżki dydaktyczne
U podnóża stoku południowo-zachodniego (dolina rzeki Moravice) wyznaczono w 1971 roku ścieżkę dydaktyczną Velká kotlina (cz. Naučná stezka Velká kotlina) wzdłuż niebieskiego szlaku turystycznego  o długości 5,5 km na odcinku: 
 Karlov pod Pradědem – Nad Ovčárnou (z 7 stanowiskami obserwacyjnymi na trasie)
Ponadto przez niewielki fragment stoku północno-wschodniego wyznaczono inną ścieżkę dydaktyczną o nazwie (cz. Hornická naučná stezka Javorový vrch) o długości około 4,2 km na odcinku:
 Malá Morávka – Malá Morávka (z 16 stanowiskami obserwacyjnymi na trasie)

## Turystyka

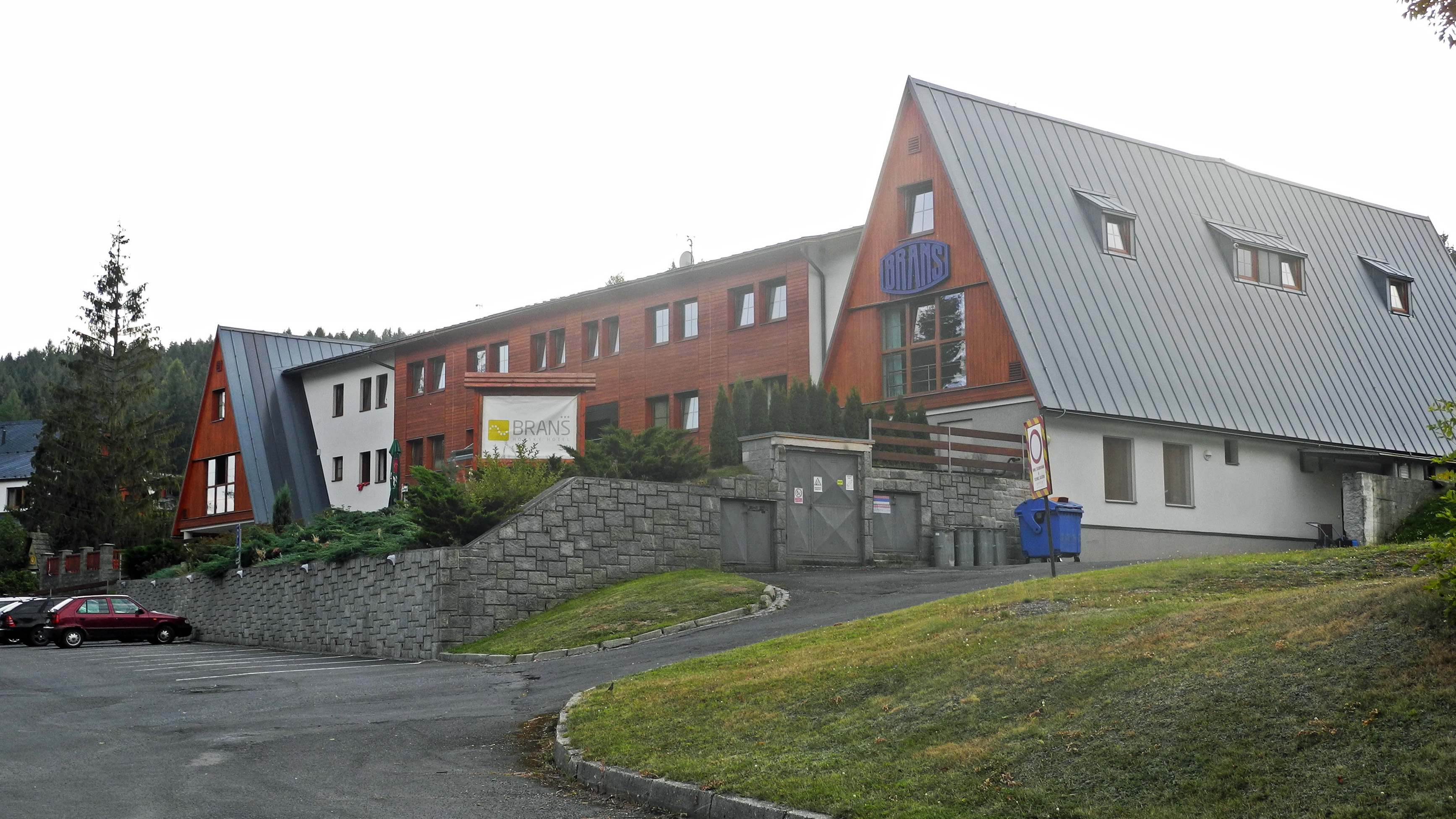
Horský hotel Brans (2018 rok)

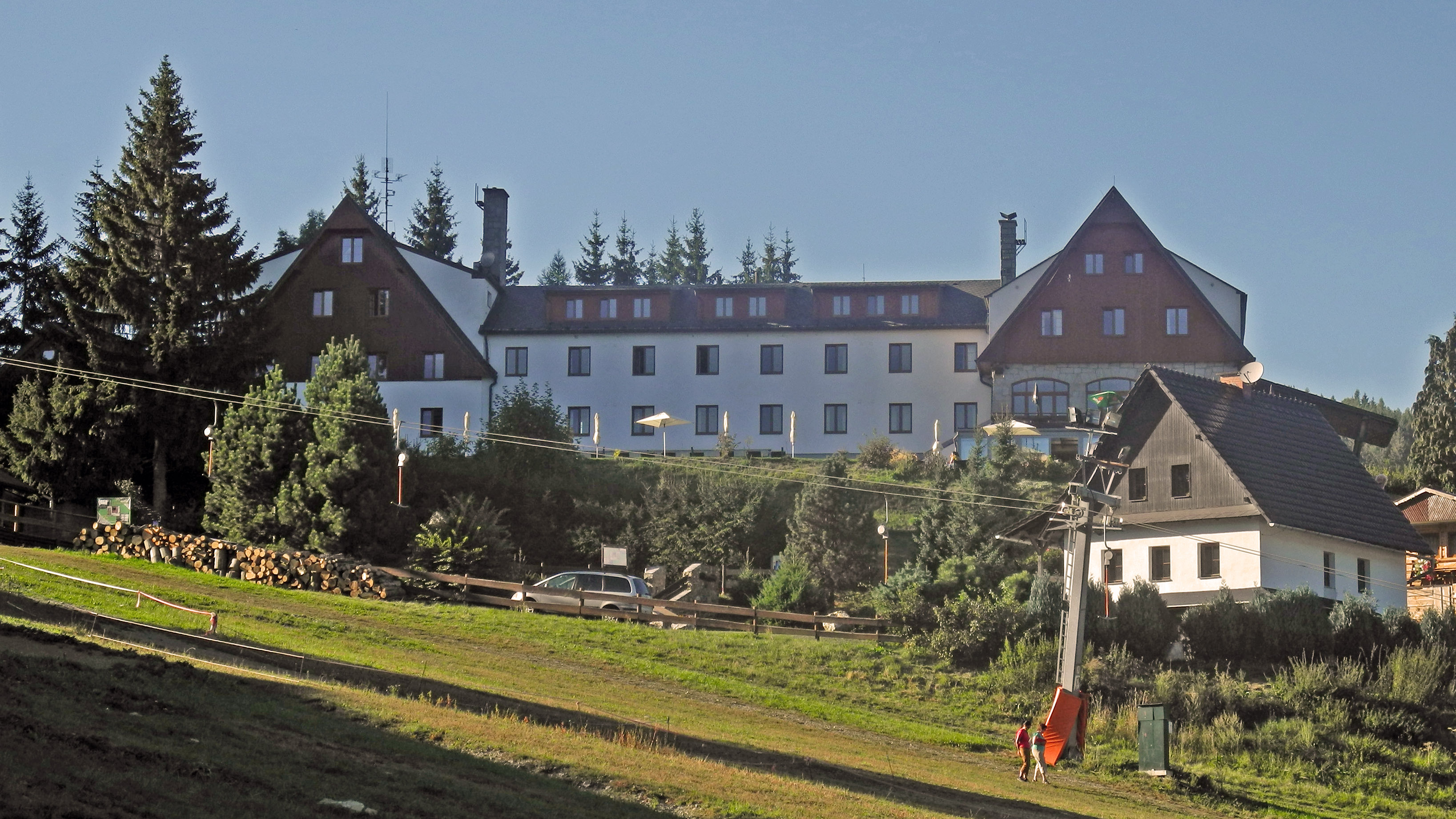
Horský hotel Kopřivná (2018 rok)

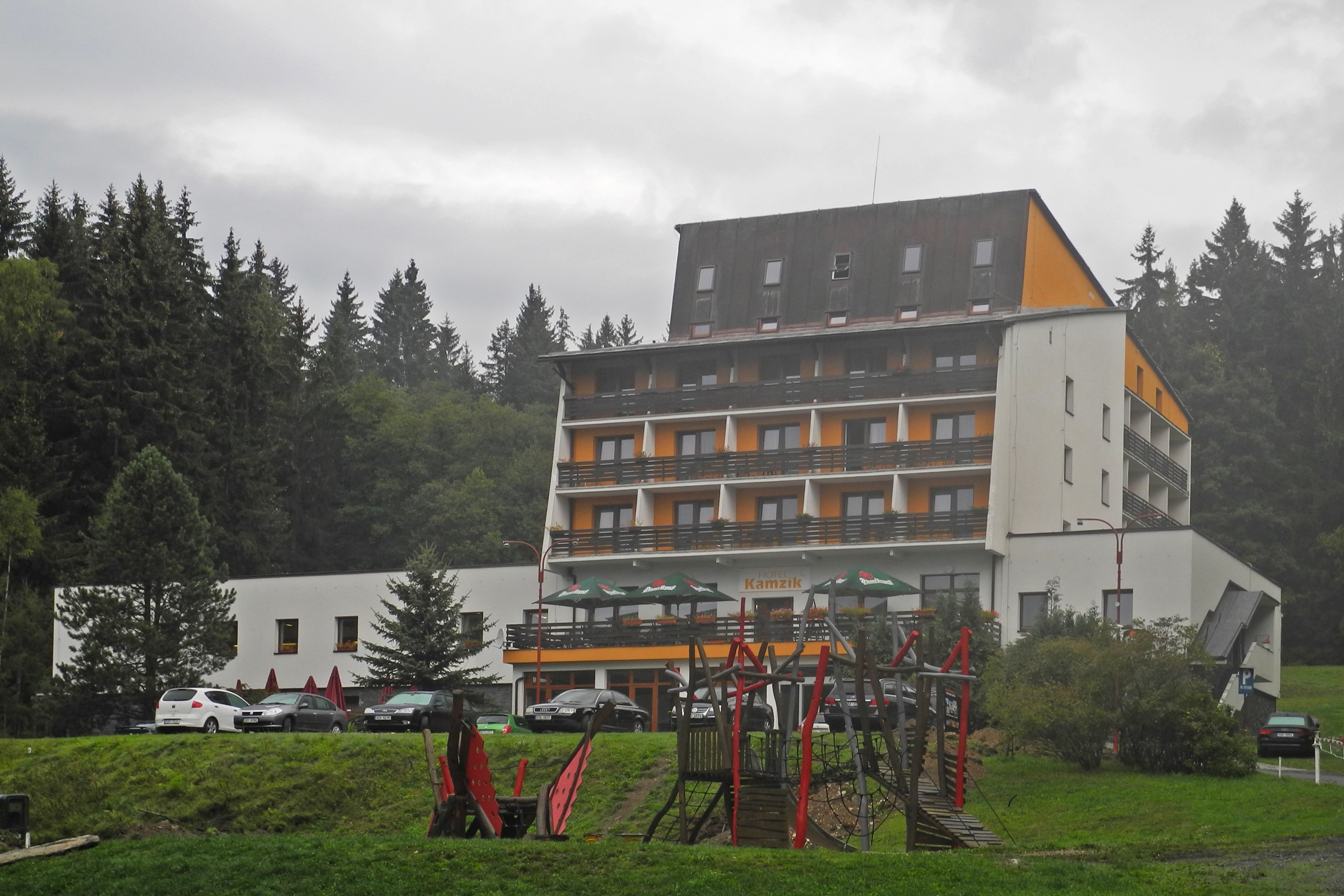
Hotel Kamzík (2018 rok)

Góra Kopřivná jest położona blisko miejscowości Malá Morávka, będącej centrum turystycznym południowo-wschodniej części pasma Wysokiego Jesionika z wieloma możliwościami spędzenia wolnego czasu. U podnóży stoków południowo-wschodniego i wschodniego w tej miejscowości znajdują się następujące hotele górskie: Horský hotel Brans, Horský hotel Kopřivná i Hotel Kamzík oraz pensjonaty: Apartmány a chata Montanus, Chaloupka pod Kopřivnou, Chata Moravice, Chata Relax, Chalupa u Medvěda, Chata u Vlastíka, Chata Moravice, Penzion Marie, Penzion REHEK, Pension ve Mlýně, Ubytování „F” i Ubytování Maja. Ponadto do miejscowości uzdrowiskowej Karlova Studánka z bazą hoteli i pensjonatów jest od szczytu około 3,7 km w kierunku północno-wschodnim oraz do bazy turystycznej wokół góry Pradziad jest od szczytu około 4,6 km w kierunku północno-zachodnim, gdzie położone są następujące hotele górskie i schroniska turystyczne:
- na wieży Pradziad: hotel Praděd oraz na stoku góry Pradziad hotele górskie: Kurzovní chata i schronisko Barborka
- na stoku góry Petrovy kameny hotele górskie: Ovčárna i Figura oraz schronisko Sabinka

Kluczowym punktem turystycznym jest – oddalone o około 2,4 km na południowy wschód od szczytu – skrzyżowanie turystyczne Karlov (rozc.), z podaną na tablicy informacyjnej wysokością 675 m, przez które przechodzą wszystkie szlaki turystyczne oraz jedna z tras narciarstwa biegowego.

### Szlaki turystyczne
Klub Czeskich Turystów (cz. Klub Českých Turistů) wytyczył w obrębie góry trzy szlaki turystyczne na trasach:
 Karlova Studánka – dolina potoku Biała Opawa – góra Ostrý vrch – schronisko Barborka – przełęcz U Barborky – góra Petrovy kameny – Ovčárna – góra Vysoká hole – Velká kotlina – dolina rzeki Moravice – Karlov pod Pradědem – Malá Morávka
 Malá Morávka – Karlov pod Pradědem – góra Klobouk – przełęcz Mravencovka – Jelenec – góra Jelenka – przełęcz Mravenčí sedlo – góra Ostružná – Kamenec (2) – Žďárský Potok – góra Výhledy – góra Kamenná hora – Bedřichov
 Karlova Studánka – dolina potoku Biała Opawa – góra Ostrý vrch – wodospady Białej Opawy – góra Petrovy kameny – Ovčárna – góra Vysoká hole – góra Temná – góra Kopřivná – Karlov pod Pradědem – Malá Morávka

### Szlaki i trasy rowerowe
Fragmentarycznie u podnóża stoku północno-wschodniego na drodze nr 445 wyznaczono jeden szlak rowerowy na trasie:  
 (nr 553) Rýmařov – góra Harrachovský kopec – Dolní Moravice – Malá Morávka – przełęcz Hvězda – Karlova Studánka – Vrbno pod Pradědem – Drakov
Drogą nr 445 biegnie podjazd na przełęcz Hvězda: 
 podjazd z miejscowości Rýmařov (długość: 16,6 km, różnica wysokości: 265 m, średnie nachylenie: 1,6%, bez pętlic drogowych)
Przez stok wschodni wytyczono trasy kolarstwa górskiego ośrodka Bikepark Kopřivná:
| Trasy kolarstwa górskiego ośrodka Bikepark Kopřivná |                     |                  |                     |                      |
| Lp.                                                 | Trasa i nazwa       | Długość trasy km | Różnica wysokości m | Średnie nachylenie % |
| 1                                                   | „Downhill Kopřivná” | 1,5              | 156                 | 10,4                 |
| 2                                                   | „Spicy freeride”    | 1,6              | 165                 | 10,3                 |
| 3                                                   | „Gravity line”      | 2,2              | 165                 | 7,5                  |
| 4                                                   | „Funtrail”          | 3,1              | 184                 | 5,9                  |

Ponadto w ośrodku Bikepark Kopřivná wyznaczono trasę dziecinną o nazwie „Family 1” oraz zbudowano tor do pumptracku i postawiono poduchę do skoków rowerowych.

### Trasy narciarskie
W okresach ośnieżenia istnieje możliwość korzystania z tras narciarskich zarówno zjazdowych jak i biegowych. W miejscowości Malá Moravká zlokalizowano na górze Kopřivná m.in. popularny ośrodek narciarski o nazwie (cz. Ski areál Kopřivna).
| Trasy narciarstwa zjazdowego z wyciągami z góry Kopřivná |                    |                 |                     |                |                   |
| Lp.                                                      | Trasa i oznaczenie | Długość trasy m | Różnica wysokości m | Rodzaj wyciągu | Długość wyciągu m |
| 1                                                        | 1                  | 1350            | 200                 | 6-krzesełkowy  | 908               |
| 2                                                        | 2                  | 930             | 200                 | 6-krzesełkowy  | 908               |
| 3                                                        | 2                  | 380             | 65                  | orczykowy      | 380               |
| 4                                                        | Dětská sjezdovka   | 70              | 10                  | orczykowy      | 41                |

W ośrodku Ski areál Kopřivná zbudowano snowpark i tor do tzw. snowtubingu.
Ponadto można skorzystać z dwóch wytyczonych przez górę narciarskich tras biegowych:
 Przełęcz Hvězda – góra Hradečná – góra Vysoká hole – góra Temná – góra Kopřivná – Karlov pod Pradědem – Malá Morávka
 Malá Morávka – góra Kopřivná – Kámen svobody–JV – Karlov pod Pradědem – góra Klobouk – przełęcz Mravencovka – góra V javořinách – góra Solný vrch – Malá Morávka